# Décembre 1909

## Événements
- Premier vol du premier avion sorti des ateliers de Havilland. Premiers vols du Hanriot type I de René Hanriot.

- 1er décembre :
  - intervention américaine au Nicaragua (1909-1933). Soulèvements au Nicaragua dirigés par des libéraux (Juan José Estrada) ou des conservateurs (Emiliano Chamoro, Adolfo Diaz) qui mettent en difficulté le dictateur José Santos Zelaya pour la quatorzième fois. Les États-Unis, indisposés par le refus de Zelaya de contracter des emprunts auprès de banquiers new-yorkais et sa volonté affichée de collaborer avec la Grande-Bretagne et le Japon pour la construction d’un canal, encouragent la révolte (1er décembre). Zelaya se retire et le congrès nomme à la présidence le libéral José Madriz qui n’est pas reconnu par l’administration Taft (18 décembre).
  - Hubert Latham atteint en avion l'altitude de 453 mètres.

- 4 décembre : fondation du club de hockey sur glace des Canadiens de Montréal.

- 12 décembre : lors d'une démonstration à Constantinople, Louis Blériot chute lourdement avec son appareil.

- 16 décembre : premier vol du premier avion Dufaux-4 construit en Suisse par les frères Armand et Henri Dufaux.

- 21 décembre, Canada : fondation de l'Association nationale de hockey.

- 23 décembre : Albert Ier de Belgique devient roi des Belges après la mort de Léopold II de Belgique le 17 décembre.

## Naissances
- 8 décembre : Gratien Gélinas, comédien québécois († 16 mars 1999).
- 19 décembre : Martin Serre, joueur de rugby français  († 15 mars 1992).
- 25 décembre : Louis Van Lint, peintre belge († 1986).
- 27 décembre : 
  - Eric Edenwald, résistant de la police municipale de Colmar († 5 mai 1944).
  - Geoffroy Frotier de Bagneux, Compagnon de la libération († 1973).

## Décès
- 17 décembre : George Cox, maire d'Ottawa.